# タンプル＝ラギュイヨン
タンプル＝ラギュイヨン （Temple-Laguyon、オック語:Lo Temple de Laguion）は、フランス、ヌーヴェル＝アキテーヌ地域圏、ドルドーニュ県のコミューン。地元民はル・タンプル＝ラギュイヨン（Le Temple-Laguyon）と呼ぶ。

## 歴史
13世紀にここの土地を所有していたのはテンプル騎士団であった。騎士団の存在は1252年、Domus Templi de Lagueosの名称で証明されている。
テンプル騎士団の消滅後、タンプル＝ラギュイヨンは1373年に聖ヨハネ騎士団所有のPraeceptoria Templi de Laqueoとなり、コンダックにある聖ヨハネ騎士団のコマンドリーに依存することとなった。

## 人口統計
| 1962年 | 1968年 | 1975年 | 1982年 | 1990年 | 1999年 | 2005年 | 2015年 |
| ------ | ------ | ------ | ------ | ------ | ------ | ------ | ------ |
| 64     | 58     | 54     | 52     | 47     | 43     | 41     | 41     |

参照元:1962年から1999年までは複数コミューンに住所登録をする者の重複分を除いたもの。それ以降は当該コミューンの人口統計によるもの。1999年までEHESS/Cassini、2006年以降INSEE

## 史跡
- サン・ジャン・バティスト教会 - 13世紀。テンプル騎士団の様式。

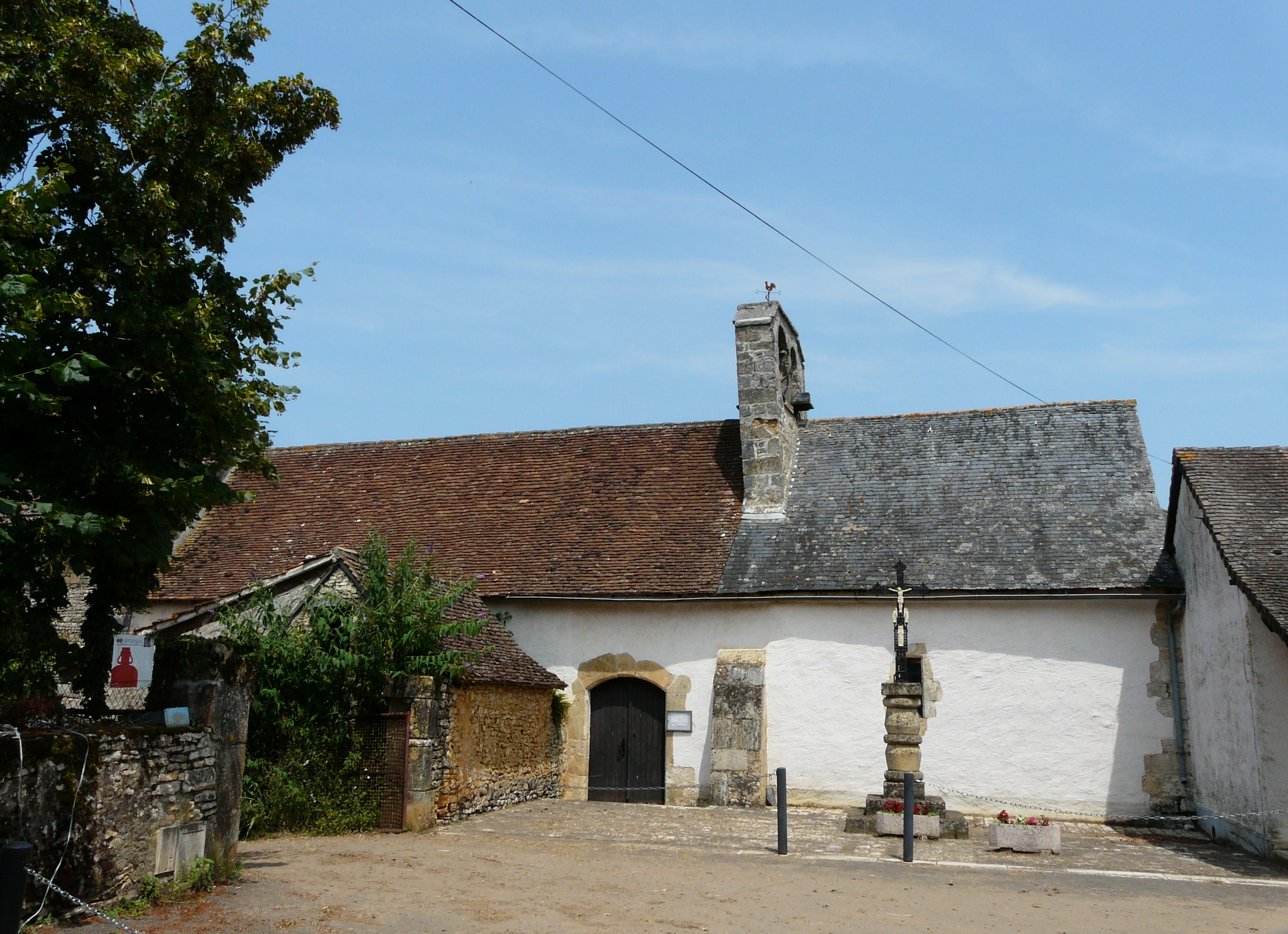
教会
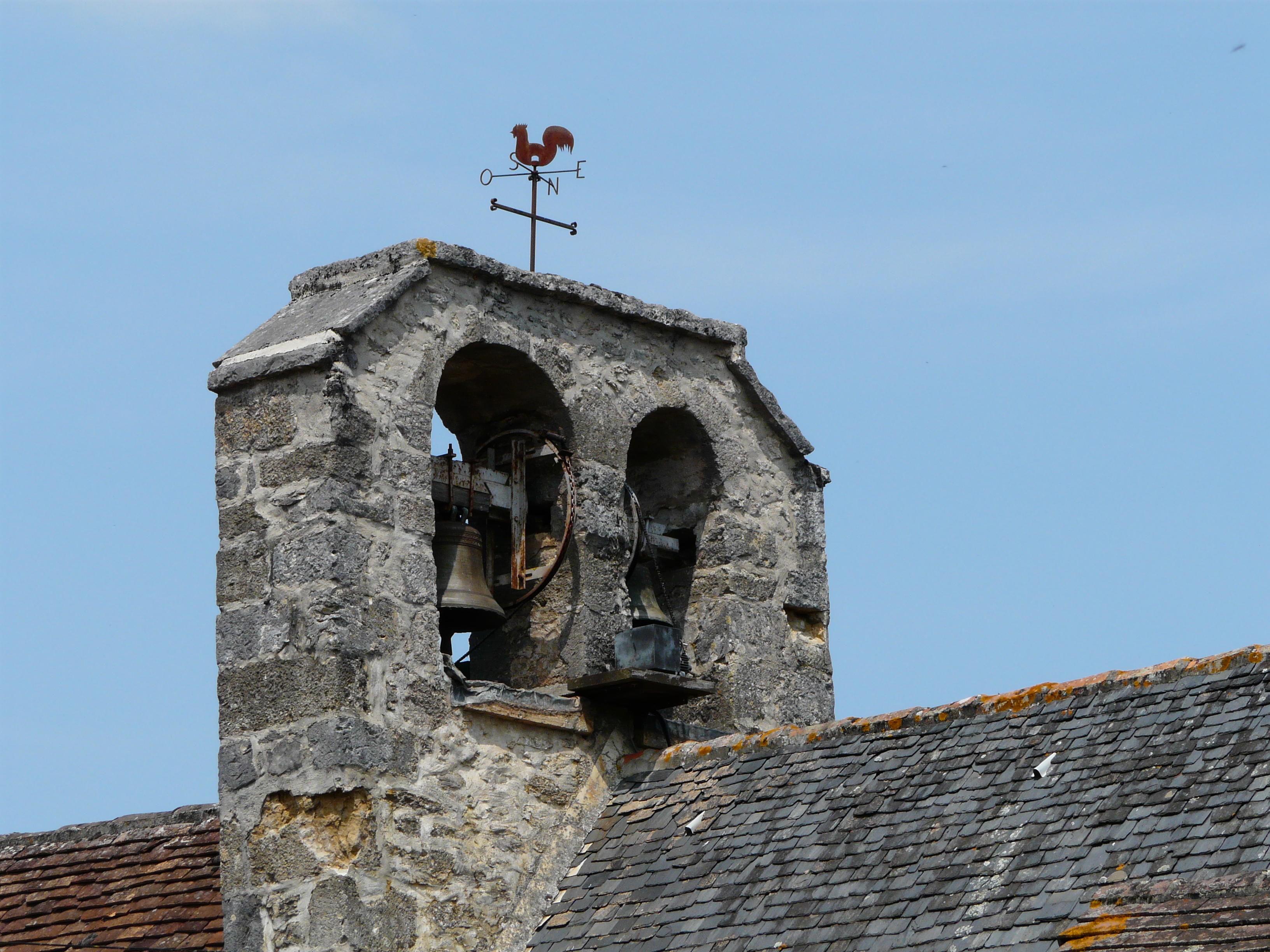
鐘楼の壁
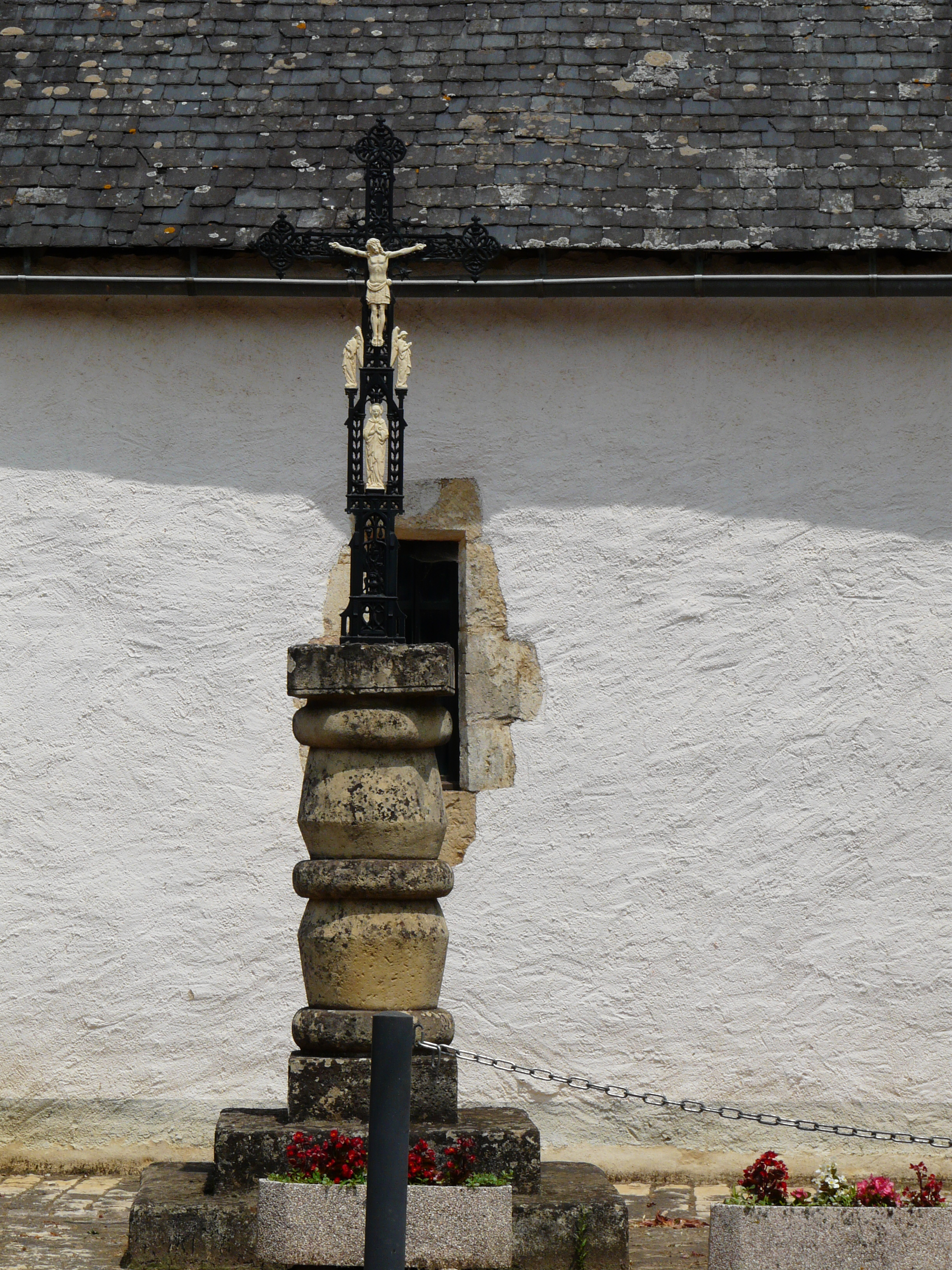
キリスト磔刑像

## 参照
1. ↑  Michel Pitout, Jean-Michel Lagorce est maire, fr:Sud Ouest édition Périgueux du 1er avril 2014, p. 22d.
2. ↑  Code officiel géographique de Temple-Laguyon sur le site de l'Insee, consulté le 10 décembre 2015.
3. ↑  Le nom occitan des communes du Périgord sur le site du Conseil général de la Dordogne, consulté le 20 avril 2014.
4. ↑  http://cassini.ehess.fr/cassini/fr/html/fiche.php?select_resultat=37205
5. ↑  https://www.insee.fr/fr/statistiques/3293086?geo=COM-24546
6. ↑  http://www.insee.fr